# Aldo Biasi
Aldo Biasi (Bari, 25 dicembre 1945) è un pubblicitario italiano.

## Biografia
A 16 anni si trasferisce da Bari a Torino, dove consegue la maturità sia Classica che Artistica.
La sua prima esperienza lavorativa risale al 1969, come copywriter a Torino presso lo studio Armando Testa.
È stato capogruppo creativo nelle agenzie pubblicitarie McCann Erickson, Benton & Bowles, Leo Burnett e Publicis.
Nel corso della sua carriere ha realizzato alcuni tra gli spot pubblicitari più noti della Tv degli anni Ottanta e Novanta, tra cui la campagna di Giovanni Rana e lo spot di Motta con il soggetto: C'è Gigi? E la Cremeria?.
Nel 1994 fonda la Sanna & Biasi con il pubblicitario Gavino Sanna.
Nel 1999 fonda la Aldo Biasi Comunicazione e successivamente diviene presidente dell'Art Directors Club Italiano.
Nel 2006 in occasione della Festa della donna realizza per la Coloreria uno dei primi spot pensati per internet, programmato sul sito web Bastardi Dentro e poi ripreso dal canale televisivo MTV..

## Campagne pubblicitarie
Ha realizzato spot pubblicitari per Lavazza, Saiwa, Citterio, Simmenthal, Gillette, Bayer, Fiat, Renault, BMW, Procter & Gamble, Motta, De Cecco, Club Med, Parmalat, Tuborg, Gio.Buton, Sauber, Mutti, Conad, Tempur, Berloni, MySecretCase, Avanzi, Colussi, Partito Democratico, Croce Bianca, Lega del Filo d'Oro, Moige, Aisla, Biorepair, Mentadent, Mondo CAMERETTE e la Coloreria.

## Premi
- 8 leoni a Cannes.
- 4 Andy Award of Excellence.
- 1 Advertising Club of New York per Woman's Day.

## Libri
- Professione creativo, Aldo Biasi e Gavino Sanna, Bridge, 1991